# Рудайтите, Илона
Илона Рудайтите (в замужестве Цивилкене; лит. Ilona Rudaitytė, Ilona Civilkienė, род. 11 мая 1975, Плунге) — советская и литовская шахматистка.
Воспитанница тренера В. В. Андрюшайтиса. Выступала за клуб „Bokštas”.
Двукратный серебряный призер чемпионатов Литвы (1993 и 1994 гг.; в 1993 г. разделила 2—3 места с Р. Дамбравайте, а в 1994 г. — с Л. Стасюнайте, обошла обеих по дополнительным показателям).
Победительница юношеского чемпионата Литвы 1992 г. (в категории до 18 лет). Серебряный призер юниорского чемпионата Литвы 1992 г.
В составе сборной Литвы участница шахматной олимпиады 1994 г.
Участница юношеского чемпионата мира 1992 г. (в категории до 18 лет), юниорских чемпионатов Европы 1992 и 1995 гг.
В 1995 г. отошла от активных выступлений в соревнованиях.

## Основные спортивные результаты
| Год  | Город          | Соревнование                             | + | − | = | Результат | Место |
| ---- | -------------- | ---------------------------------------- | - | - | - | --------- | ----- |
| 1988 | Шяуляй         | Чемпионат Литовской ССР                  |   |   |   | 3½ из 12  | 12    |
| 1989 | Шяуляй         | Чемпионат Литовской ССР                  |   |   |   | 3½ из 11  | 10—12 |
| 1990 | Шяуляй         | Чемпионат Литвы                          |   |   |   | 5 из 9    | 5     |
| 1992 | Дуйсбург       | Юношеский чемпионат мира (до 18 лет)     | 4 | 4 | 3 | 5½ из 11  | 20—23 |
|      | Градец-Кралове | Юниорский чемпионат Европы               | 4 | 5 | 2 | 5 из 11   | 20—23 |
| 1993 | Вилкавишкис    | Чемпионат Литвы                          | 4 | 2 | 3 | 5½ из 9   | 2—3   |
| 1994 | Вилкавишкис    | Чемпионат Литвы                          | 6 | 2 | 5 | 8½ из 13  | 2—3   |
|      | Москва         | XVI Олимпиада (сборная Литвы, 3-я доска) | 3 | 4 | 3 | 4½ из 10  |       |
| 1995 | Паневежис      | Чемпионат Литвы                          | 3 | 2 | 4 | 5 из 9    | 6—12  |
|      | Занка          | Юниорский чемпионат Европы               | 3 | 4 | 4 | 5 из 11   | 24    |